# Курило-Кримчак Іларіон Павлович
Іларіон Павлович Курило-Кримчак (20 жовтня 1903, Вознесенка Бердянський повіт Таврійська губернія, тепер Мелітопольський район Запорізька область — початок 1947) — радянський еколог і історик, дійсний член Географічного товариства СРСР (з 1934), директор Мелітопольського краєзнавчого музею, діяч Організації українських націоналістів, бургомістр Мелітополя під час німецької окупації (1943).

## Життєпис
Народився в родині робітника-електротехніка. У 1921 році служив в 6-й окремій Кримській комуністичній бригаді особливого призначення в Севастополі (від Криму його літературний псевдонім — Кримчак), дещо пізніше — штабним писарем. Наприкінці 1920-х років вчителював у своєму рідному селі Вознесенка, у 1929 році — переїхав до Мелітополя, організував Мелітопольське науково-краєзнавче товариство і від травня 1930 р. — директор Мелітопольського краєзнавчого музею.
У 1931 році — закінчив Запорізький інститут соціального виховання по відділенню аграрно-біологічних наук, у 1932 році — вступив на заочне відділення географічного факультету Харківського педінституту професійної освіти. Паралельно працював заст. директора Мелітопольського держархіву, викладав природничі дисципліни в Мелітопольському технікумі комосвіти. 1934 року став дійсним членом Географічного товариства СРСР.
На початку 1930-х років був найбільш активним природоохоронним діячем українського Приазов'я. Вже кореспондентом Українського комітету з охорони пам'яток природи НКП УРСР, прекрасно розбираючись в проблемах охорони природи, заповідної справи, мисливського господарства, відновлення іхтіофауни, помістив в українській мисливській пресі близько двох десятків природоохоронних матеріалів.
Критика його як на той час була дуже гостра: "Секретар районного парткому Товстопят так прямо і сказав на засіданні: «Цей декрет — нісенітниця для нас, уряд жорстоко помилився, створивши тут заповідник. Тут тільки потрібен скотний-молочний радгосп, і він буде». Голова ЦВК Абаза почав іронізувати над людьми, що займаються подібною справою — «Ось шум підніме професура, коли дізнається, що тут колись водився тхір-перев'язка», — пише краєзнавець у статті «Заповідники або радгоспи?».
Для захисту природи використовував посвідчення кореспондента УКОПП НКП УРСР, перо літератора, посаду директора окружного краєзнавчого музею. Музей підтримував тісний контакт з мелітопольським відділенням ВУСМР, його працівники читали лекції з охорони природи, контролювали дотримання правил полювання. При музеї діяла науково-краєзнавча асоціація та філія Всеукраїнського товариства захисту тварин і рослин.
Однак чесне бачення життя, бажання втручатися в несправедливість, тяга до науково-дослідної та літературної роботи привели його зрештою до в'язниці НКВС. Почалося все ще з 1930 р., коли за «захист куркулів» його «вичистили» з посади директора музею комісією з чищення держапарату НКРКІ по 3 категорії, але, щоправда, через кілька днів відновили. У 1931 р. у місцевому видавництві виходить невеликим тиражем його брошура «Мелітопольщина в екскурсіях», і краєзнавця знову пропрацьовують, цього разу за нібито допущені в ній політичні помилки.
5 листопада 1934 р. комісія з перевірки Мелітопольського держістархіву у складі дніпропетровських архівістів Рось та Кочевською, за сприяння мелітопольського партійного чиновника Ракоїда закінчила роботу. Висновки мали для молодого краєзнавця далекосяжні наслідки:
"Вся наукова робота Курило-Кримчака зводиться до написання ним декількох статей для «Вестника Облуправы», які або марні взагалі, або ідеологічно шкідливі, наприклад — стаття "До історії громадянської війни на Мелітопольщині «… В іншій статті „Духоборцы на Мелитопольщине“ Курило-Кримчак ідеологізує поповщину, намагається довести, що у духоборців такий же комунізм, як і у нас, і що йдуть правильним мирним шляхом до правди, а Радянська влада не згодна з їх правильною ідеологією (…). Висновок: Бригада вважає за необхідне: 1. Директора істархіву тов. Черняка та старшого наукового співробітника т. Курило-Кримчака з роботи терміново зняти, а матеріали на них передати відповідним організаціям».
27 грудня 1934 року Мелітопольський райвиконком постановляє «директора Історичного музею Курило-Кримчака з роботи зняти, заборонити Курило-Кримчакові займатися науковою та викладацькою роботою у навчальних закладах».
15 січня 1935 р. Курило-Кримчак був звільнений з посади директора музею. Залишившись без роботи, краєзнавець повернувся у своє рідне село, надавши попутно місцевому колгоспу «Колос» послугу — передавши частину своїх книг для бібліотечки хати-читальні. Та недогледів — туди потрапило кілька робіт «заборонених» авторів — Каутського, Зінов'єва. Можливо, саме цей епізод прискорив трагічну розв'язку.
28 квітня 1935 року був заарештований у власному будинку в селі Вознесенка чекістом Лавриненко. На перших допитах Курило-Кримчак піддався слідчому, «зізнавшись» в участі в націоналістичній контрреволюційній організації, назвавши імена «спільників», проте потім, в серпні, видно вже прийшовши до тями, — відмовився від раніше підписаного. 31 травня 1935 року його перевезли з Мелітополя до Дніпропетровська, допитували слідчі Талісман, Казаков, Паперман. Однак фактів проти вченого виявилось замало, і 8 серпня 1935 року прокурор по спецсправах Дніпропетровської області Прокопенко постановив справу закрити, ув'язненого звільнити. Надалі матеріали перевіряв оперуповноважений СПО УГБ НКВС УРСР Горець, і 23 серпня 1935 року направив справу на дослідування. У жовтні чекісти допитали знайомих, односельчан Курило-Кримчака. Ті дали свідчення, потрібні слідчому, згадавши, як учений обурювався під час голодомору, лаяв колективізацію.
Незабаром документи було передано до обласного суду для притягнення краєзнавця за горезвісною статтею 54-10 КК УРСР, але тут сталося непередбачене. Курило-Кримчак важко захворів і наприкінці грудня 1935 року його направили до психіатричної лікарні для обстеження. Можливо, це була хитрість, бажання використати єдино можливий шанс, спробувати вирватися з рук НКВС. Вчений перестав їсти, розмовляти, представлявся як «хранитель природи» і «доктор натурфілософії». Так чи інакше, навесні 1936 року лікарі-психіатри знайшли, що він психічно хворий, і що захворювання виникло, як результат важкої нестерпної для його нервової системи ситуації. Тому 3 травня 1936 року заступник обласного прокурора у спецсправах Дніпропетровської області Прокопенко припинив справу. За Іларіоном Павловичем приїхав брат і забрав його додому.
При німцях І. П. Курило-Кримчак стає старостою села Вознесенка, а з 16 березня 1943 року — бургомістром Мелітополя. Важко зараз пояснити, чим були викликані такі вчинки Курило-Кримчака: бажанням звести рахунки з більшовицьким режимом, що несправедливо звинуватив його в злочинних діяннях, а може він хотів допомогти своїм землякам, які опинилися в окупації, або просто вислужувався перед фашистами? Думається, скоріше за все перше і друге. Разом з німцями, під ударами радянської армії, Курило-Кримчак відступав, і опинившись в репатріаційному таборі, пройшов «чистку», назвавшись Кошовим Володимиром Павловичем. У Джанкої він втік з ешелону, влаштувавшись працювати бджолярем в Нікітському ботсаду. Там його через деякий час і заарештували.
Опитавши десятки свідків, слідство встановило, що бувши старостою і бургомістром, заарештований не був замішаний у розстрілах чи інших кривавих справах. На додаток, як уточнив мелітопольський історик В. Тимофєєв, жителі села Вознесенка і донині добре відгукуються про старосту Курило-Кримчака: «… Мені було 19 років, коли в наше село прийшли німці. Насильно забрати до Німеччини вони майже нікого не змогли. Аривон Павлович через квартальних попереджав: «Дівчата, сьогодні вдома не можна ночувати …» (Яковенко Євгенія Іванівна, с. Вознесенка).
Однак з німцями співпрацював Курило-Кримчак активно, був у них на гарному рахунку. Він знову відкрив Мелітопольський краєзнавчий музей (ставши його директором), а також заснував Науково-дослідний краєзнавчий інститут Таврії.
17 грудня 1946 року Військовим Трибуналом військ МВС Київської області за скоєне за статтями 54-1а (зрада Батьківщини) та 54-10, ч. II, 54-II (антирадянська діяльність) він був засуджений до найвищої міри покарання.
23 січня 1947 року Військова колегія Верховного Суду СРСР залишила вирок у силі. Протягом невеликого терміну його розстріляли.
Репресій зазнали також його дружина і син.

## Публікації
- Курило-Кримчак А. П. Про краєзнавче товариство при Ново-Олександрівській школі // Освіта Мелітопольщини. — Мелітополь, 1928.
- Курило-Кримчак А. 1929. Кілька слів про Надморські заповідники Мелітопольщини // Укр. мисливець та рибалка. — 1929. — № 11-12. — С. 39—41.
- Курило-Кримчак А. П. Мелітопольщина в екскурсіях. — Мелітополь, 1930. — 25 с.
- Курило-Кримчак А. Про охорону заповідника «Обіточна коса» // Укр. мисливець та рибалка. — 1930. — № 4. — С. 14—15.
- Курило-Кримчак А. Заповідники чи радгоспи? // Укр. мисливець та рибалка. — 1930. — № 7-8. — С. 20—22.
- Курило-Кримчак А. Про мисливське господарство Мелітопольщини // Укр. мисливець та рибалка. — 1931. — № 4. — С. 9—11.
- Курило-Кримчак А. П. Іхтіологічні нотатки // Укр. мисливець та рибалка. — № 12-13. — С. 10.
- Курило-Кримчак А. П. Охорона природи та заповідники Мелітопольщини // Укр. мисливець та рибалка. — 1932. — № 1-2. — С. 14-18, № 5—6.
- Курило-Кримчак A. Орнітологічні дрібниці // Укр. мисливець та рибалка. — 1932. — № 7-8. — С. 7.
- Курило-Кримчак А. Острів Бірючий (рукопис). — ЦГАВО України, ф. 372, оп. 1, спр. 1620, лл. 28—36.
- Курило-Кримчак А. За заборону полювати на лисицю, степового орла та степового тхора в Південному степу (рукопис). — ЦГАВО України, ф. 372, оп. 1, спр. 1620, лл. 48—57.
- Курило-Кримчак А. Краєвий музей Мелітопольщини // Листая прошлого страницы… — Мелитополь, 1991. — С. 17-29.